# Lijst van personen overleden in juli 2015
Dit is een lijst van bekende personen die zijn overleden in juli 2015.

## Juli

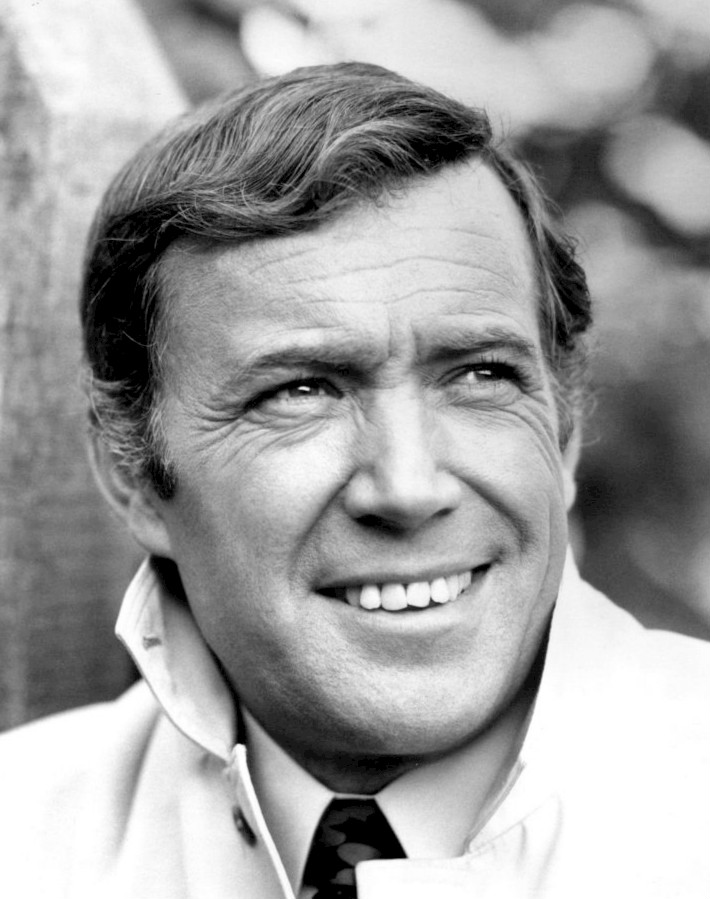
Val Doonican
1 juli

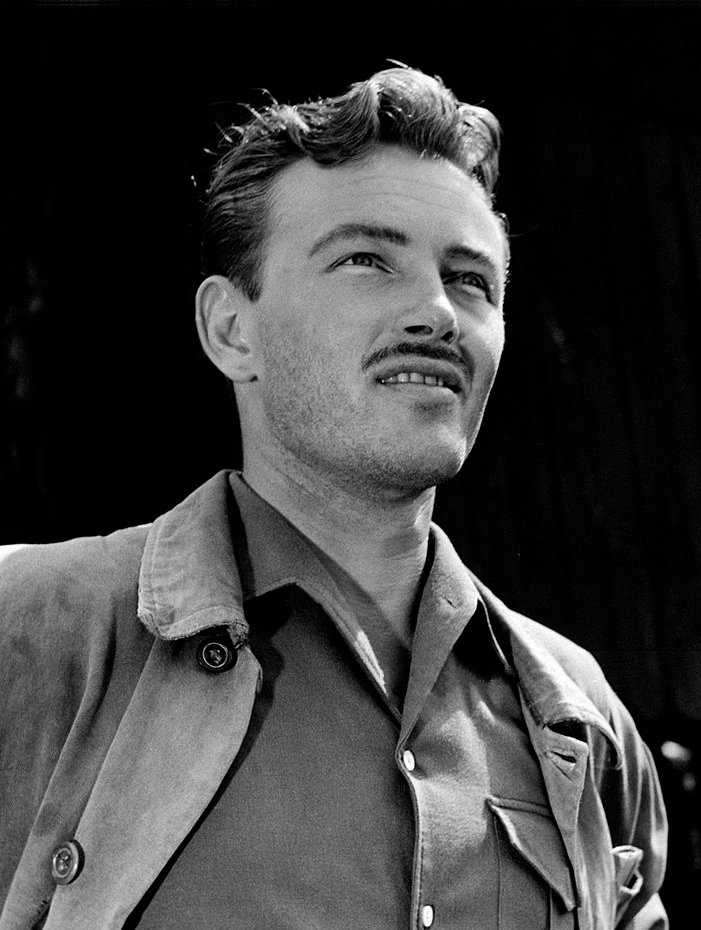
Jacques Sernas
3 juli

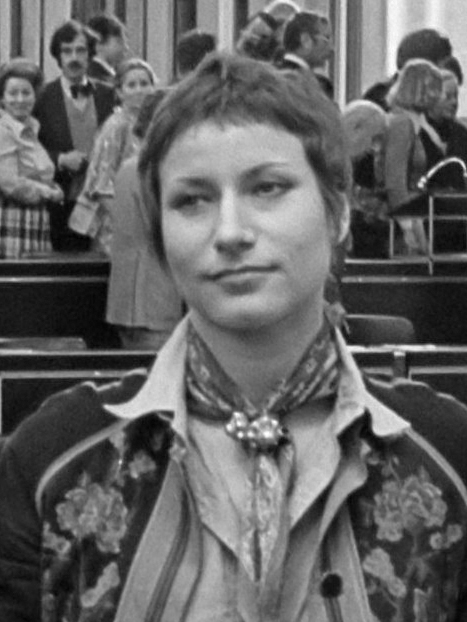
Bea Meulman
6 juli

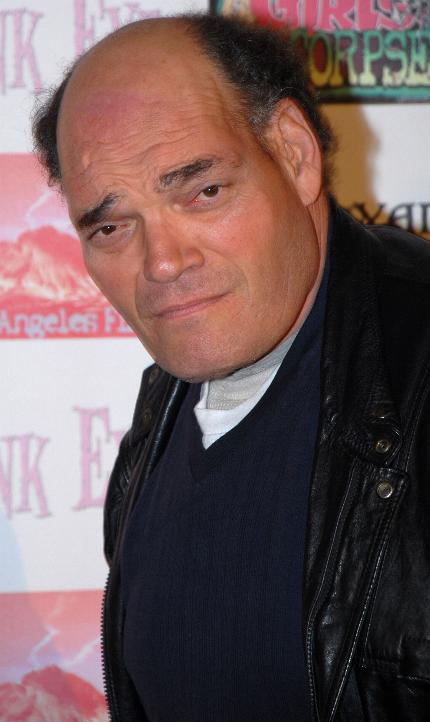
Irwin Keyes
8 juli

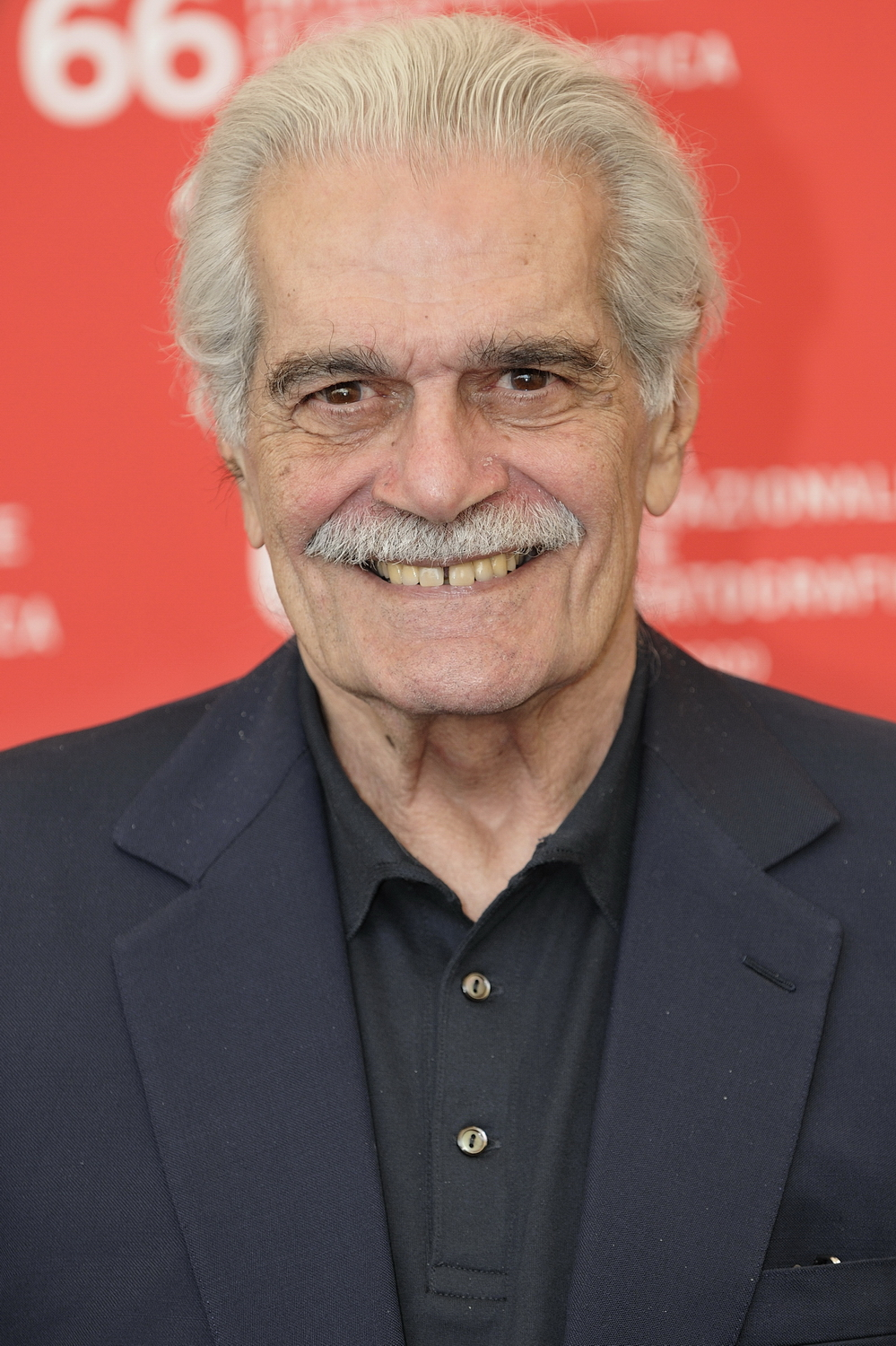
Omar Sharif
10 juli

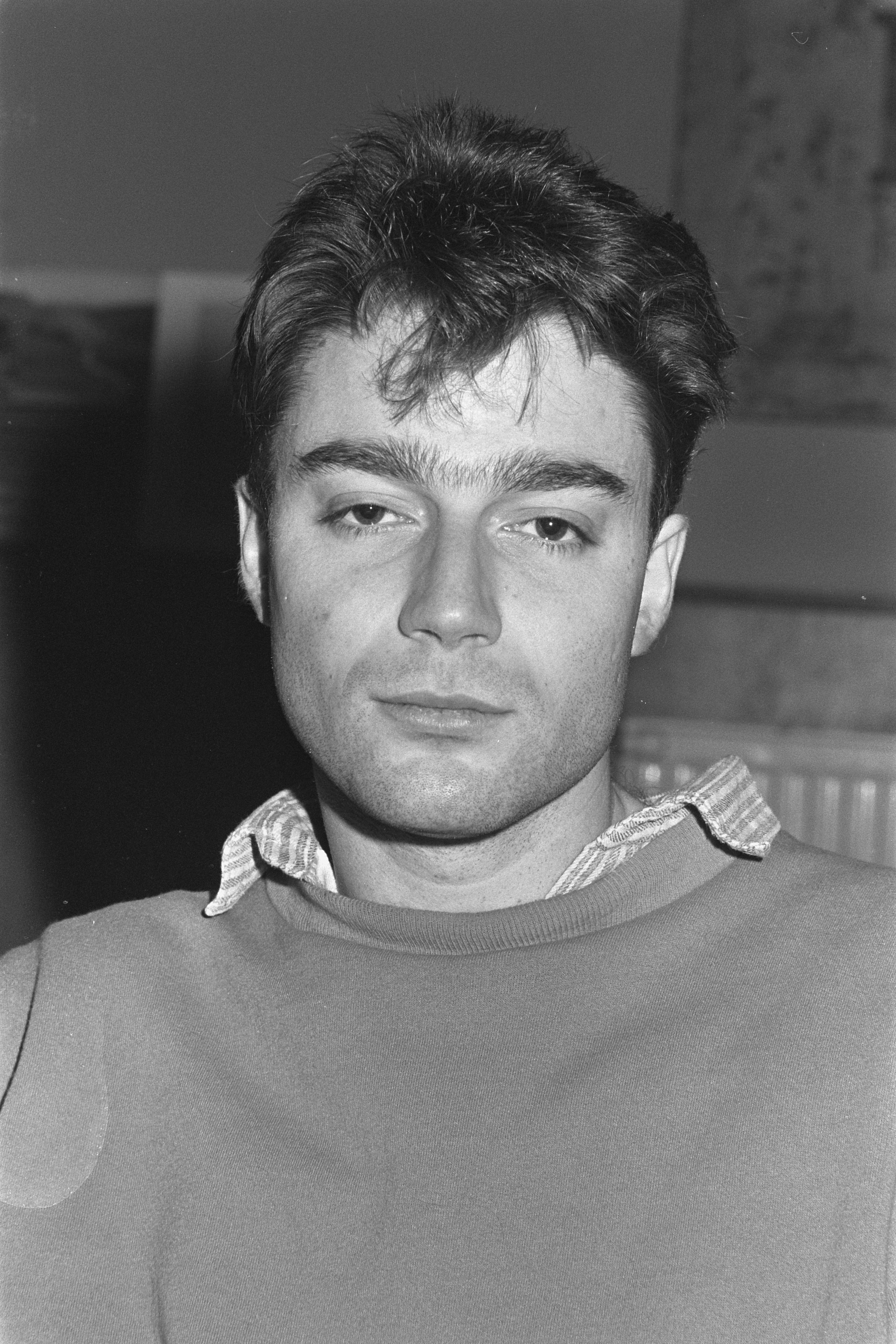
Rogi Wieg
15 juli

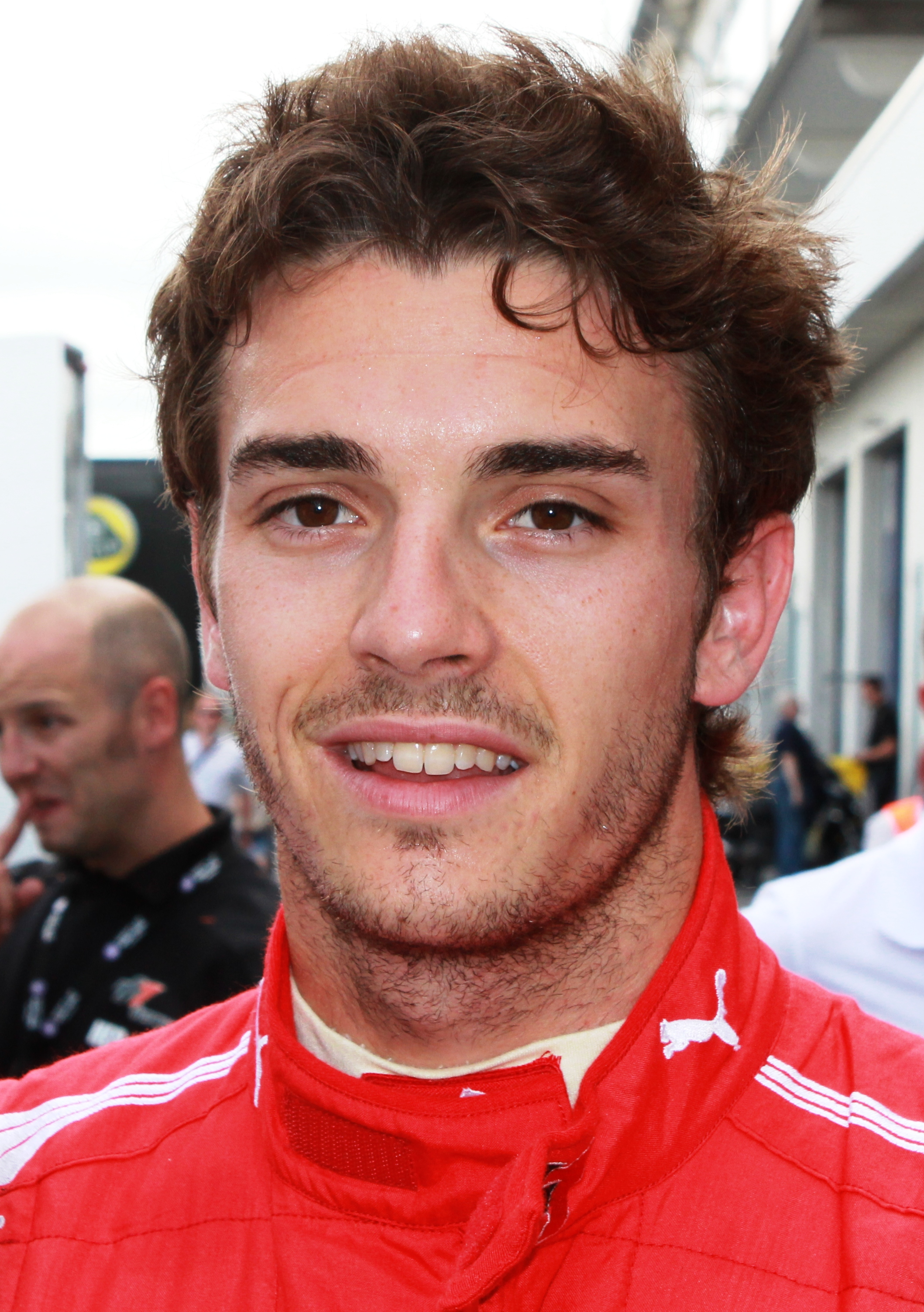
Jules Bianchi
17 juli

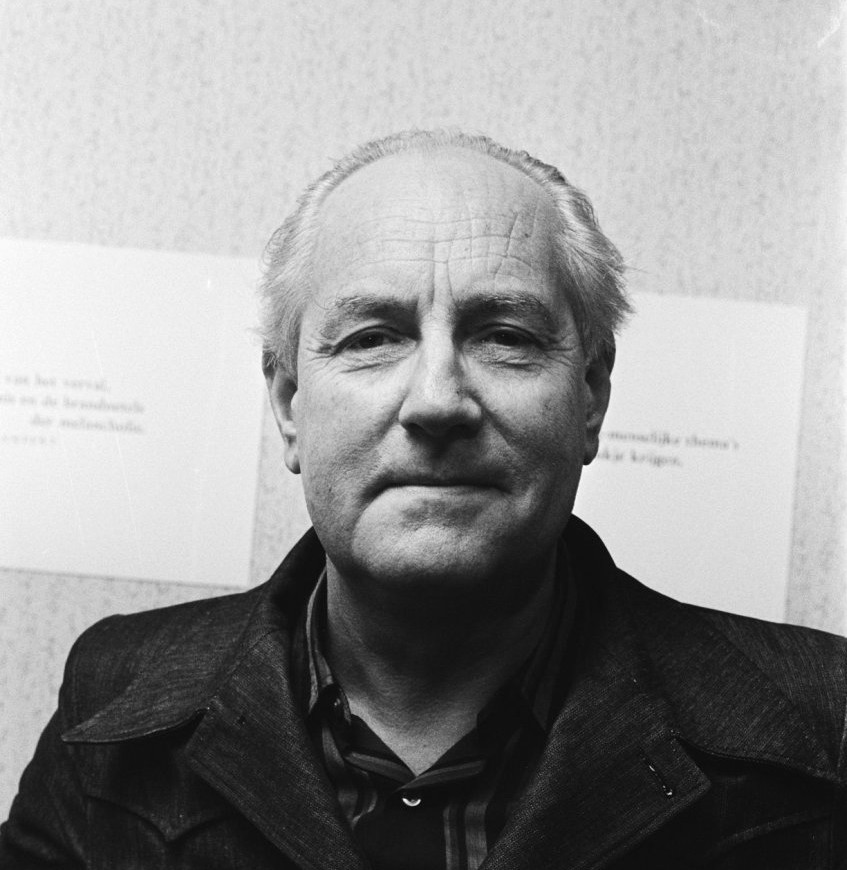
Sybren Polet
19 juli

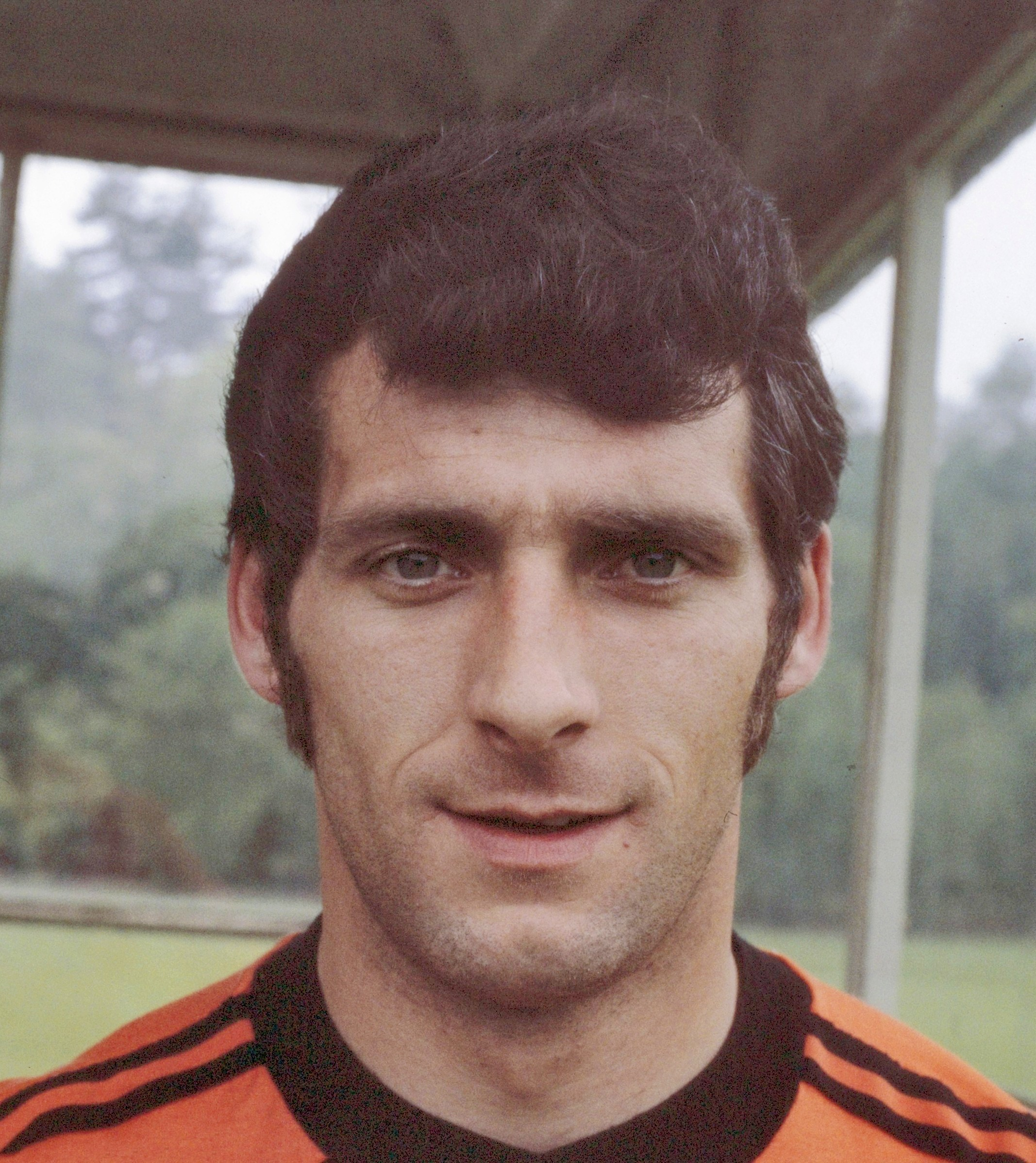
Dick Nanninga
21 juli

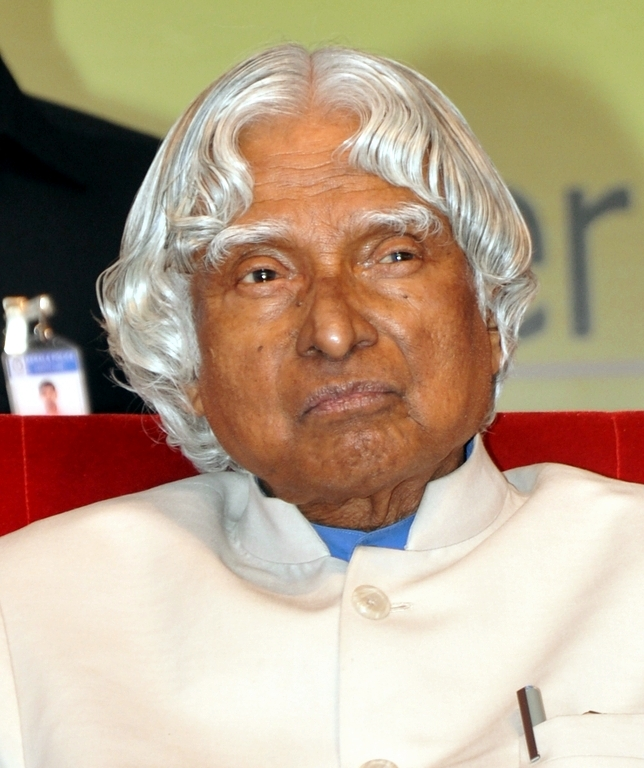
Abdul Kalam
27 juli

| 1 | 2 | 3 | 4 | 5 | 6 | 7 | 8 | 9 | 10 | 11 | 12 | 13 | 14 | 15 | 16 | 17 | 18 | 19 | 20 | 21 | 22 | 23 | 24 | 25 | 26 | 27 | 28 | 29 | 30 | 31 |
| - | - | - | - | - | - | - | - | - | -- | -- | -- | -- | -- | -- | -- | -- | -- | -- | -- | -- | -- | -- | -- | -- | -- | -- | -- | -- | -- | -- |

### 1 juli
- Val Doonican (88), Iers zanger[1]
- Nadesan Ganesan (82), Singaporees voetbalbestuurder[2]
- Theo Hendriks (86), Nederlands politicus[3]
- Robert La Caze (98), Frans autocoureur[4]
- Sergio Sollima (94), Italiaans filmregisseur[5]
- Nicholas Winton (106), Brits filantroop; organisator van het Tsjechisch kindertransport tijdens WO II[6]

### 2 juli
- Slavko Avsenik (85), Sloveens muzikant en componist[7]
- Bob Smalhout (87), Nederlands anesthesioloog, emeritus hoogleraar, columnist en publicist[8]
- Jacobo Zabludovsky (87), Mexicaans journalist, presentator en nieuwslezer[9]

### 3 juli
- Diana Douglas (92), Amerikaans actrice[10]
- Pam Emmerik (51), Nederlands beeldend kunstenares, schrijfster en kunstcritica[11]
- Goran Gogić (29), Servisch voetballer[12]
- Amanda Peterson (43), Amerikaans actrice[13]
- Jacques Sernas (89), Litouws-Frans acteur[14]
- Franz-Josef Wolfframm (80), Duits voetballer[15]

### 4 juli
- Sietze Dolstra (69), Nederlands cabaretier en zanger[16][17]
- Piet Heijn Schoute (73), Nederlands politicus[18]

### 5 juli
- Sakari Momoi (112), Japans supereeuweling, oudste man ter wereld[19]
- Yōichirō Nambu (94), Amerikaans natuurkundige en Nobelprijswinnaar[20]
- Abderrahmane Soukhane (78), Algerijns voetballer[21]

### 6 juli
- Bea Meulman (66), Nederlands actrice[22]
- Jerry Weintraub (77), Amerikaans filmproducent[23]

### 7 juli
- María de Jesus Barroso Soares (90), Portugees politica en actrice[24]
- Jaime Morey (73), Spaans zanger[25]
- Fons van Wissen (82), Nederlands voetballer[26]

### 8 juli
- Irwin Keyes (63), Amerikaans acteur[27]
- Arne Kotte (80), Noors voetballer[28]

### 9 juli
- Walter Van Gerven (80), Belgisch advocaat en hoogleraar[29]
- Ton Hardonk (79), Nederlands burgemeester[30]

### 10 juli
- Roger Rees (71), Brits-Amerikaans acteur[31]
- Omar Sharif (83), Egyptisch acteur[32]
- Jon Vickers (88), Canadees tenor[33]
- Eric Wrixon (68), Brits rockmuzikant[34]

### 11 juli
- Giacomo Biffi (87), Italiaans kardinaal[35]
- Patricia Crone (70), Deens historica[36]
- Hussein Fatal (38), Amerikaans rapper[37]
- Satoru Iwata (55), Japans bedrijfsleider[38]
- Aijolt Kloosterboer (100), Nederlands burgemeester[39]
- André Leysen (88), Belgisch ondernemer en werkgeversvoorzitter[40]

### 12 juli
- Tenzin Delek (65), Tibetaans monnik en gedetineerde[41]
- Chenjerai Hove (59), Zimbabwaans schrijver[42]

### 14 juli
- Véronique Cornet (46), Belgisch politica[43]
- Ildikó Schwarczenberger (63), Hongaars schermster[44]

### 15 juli
- Alan Curtis (80), Amerikaans klavecimbelspeler en dirigent[45]
- Rogi Wieg (52), Nederlands schrijver en dichter[46]

### 16 juli
- Piet Geelhoed (71), Nederlands schrijver, radio- en televisieprogrammamaker[47]
- Alcides Ghiggia (88), Uruguayaans-Italiaans voetballer[48]

### 17 juli
- Andal Ampatuan sr. (74), Filipijns politicus[49]
- Édson Cegonha (72), Braziliaans voetballer[50]
- Dick van Bekkum (89), Nederlands medicus-radiobioloog[51]
- Jules Bianchi (25), Frans autocoureur[52]
- Carla van der Does (57), Nederlands triatlete[53]
- Nova Pilbeam (95), Engels actrice[54]

### 18 juli
- Colin Andrews (67), Brits voetballer en voetbaltrainer[55]
- Buddy Buie (74), Amerikaans songwriter en muziekproducer[56]
- George Coe (86), Amerikaans acteur, filmproducent en filmregisseur[57]
- Alex Rocco (79), Amerikaans acteur[58]

### 19 juli
- Van Alexander (100), Amerikaans componist, arrangeur en bigbandleider[59]
- Koos Hertogs (65), Nederlands seriemoordenaar[60][61]
- Bernat Martínez (35), Spaans motorcoureur[62]
- Sybren Polet (91), Nederlands dichter en schrijver[63]
- Galina Prozoemensjtsjikova (66), Oekraïens zwemster[64]
- Dani Rivas (27), Spaans motorcoureur[62]
- Marie Wijnen (88), Nederlands hofdame[65]

### 20 juli
- Wayne Carson (72), Amerikaans songwriter[66]

### 21 juli
- Theodore Bikel (91), Oostenrijks-Amerikaans acteur en zanger[67]
- E.L. Doctorow (84), Amerikaans schrijver[68]
- Dick Nanninga (66), Nederlands voetballer[69]

### 22 juli
- Stéphane De Becker (56), Belgisch striptekenaar[70]
- Denny Ebbers (41), Nederlands judoka[71]
- Natasha Parry (84), Brits actrice[72]

### 23 juli
- William Wakefield Baum (88), Amerikaans kardinaal[73]

### 26 juli
- Bobbi Kristina Brown (22), Amerikaans televisiepersoonlijkheid[74]
- Guido Horckmans (73), Belgisch acteur[75]
- Peter Mangelmans (75), Nederlands burgemeester[76]

### 27 juli
- Abdul Kalam (83), Indiaas president[77]

### 29 juli
- T.T. Cloete (91), Zuid-Afrikaans dichter, vertaler en wetenschapper[78]
- Paulette Fouillet (65), Frans judoka[79]

### 30 juli
- Lynn Anderson (67), Amerikaans countryzangeres[80]
- Yakub Memon (53), Indiaas terrorist[81][82]

### 31 juli
- Roddy Piper (61), Canadees professioneel worstelaar en acteur[83]